# بزرگراه امام رضا
بزرگراه امام رضا با شماره بزرگراه ۱۱ یکی از بزرگراه‌های تهران است که جهت شمالی-جنوبی دارد. این بزرگراه که در جنوب‌شرق تهران واقع شده، از سه راه افسریه در تقاطع با بزرگراه‌های بسیج، بعثت و آزادگان آغاز شده و پس از گذشتن از تقاطع بزرگراه نجفی رستگار و آزادراه شوشتری به جاده مشهد منتهی می‌شود.
شهرهای پاکدشت، قیامدشت و خاورشهر از طریق این بزرگراه به تهران دسترسی دارند.

## تقاطع ها
| سه راه افسریه             | بزرگراه بعثت بزرگراه آزادگان بزرگراه بسیج خیابان خاوران |
| میدان آقانور              | بلوار صالحی مشیریه                                      |
| دوربرگردان                |                                                         |
| دوربرگردان                |                                                         |
|                           | آزادراه شوشتری بزرگراه نجفی رستگار                      |
| دوربرگردان                |                                                         |
|                           | کارخانه سیمان تهران                                     |
| سه راه سیمان              | جاده ۴۴ (تهران-مشهد) · کمربندی دوم تهران                |
| تهران                     |                                                         |
| از جنوب شرقی به شمال غربی |                                                         |